# دير القديس نقولا (يافا)
دير القديس نقولا (بالعبريَّة: מנזר ניקולאס הקדוש، بالأرمينيَّة: Սուրբ Նիկողայոս Վանք Հայոց)، هو دير أرمني تابع لكنيسة الأرمن الأرثوذكس ويعود تأريخ بنائه إلى الألف الأول الميلادي.
يقع الدير في البلدة القديمة في يافا الواقعة وسط إسرائيل، ويقع الدير بالقرب من ميناء يافا القديم ويطل على البحر الأبيض المتوسط، ويتألف الدير من مجمع متعدد الطوابق واسع ويتضمن كنيسة أرمنية الكنيسة ومباني للمعيشة. يقع الدير تحت الولاية القضائية للبطريركية الأرمن في القدس والتي تؤجر أجزاء من هذا المجمع لأغراض سكنية وتجارية.
يضم الدير نزل يقع على آثار قديمة جدًا وقد توسع الدير في عام 1663 من قبل بطريرك الأرمن في القدس. في عام 1799، بعدما غزا نابليون بونابرت مدينة يافا، تقول القصة أنه بعدما اندلع الوباء بين الجنود بدأ الجنود الفرنسيين بإجراء محادثات مع الرهبان الأرمن وتحول موقع النافورة الواقع في باحة الدير إلى مستشفى. ووفقًا لهذه القصة - زار نابليون القوات الفرنسية في هذا المكان.
يستخدم الدير حاليًا من قبل الطائفة الأرمنية الصغيرة التي بقيت في يافا. وهي واحدة من عشرة الكنائس الموجودة في يافا والتي تمارس فيها الطوائف المسيحية طقوسها الدينية إذ لكل طائفة كنيستها الخاصة.

## معرض صور

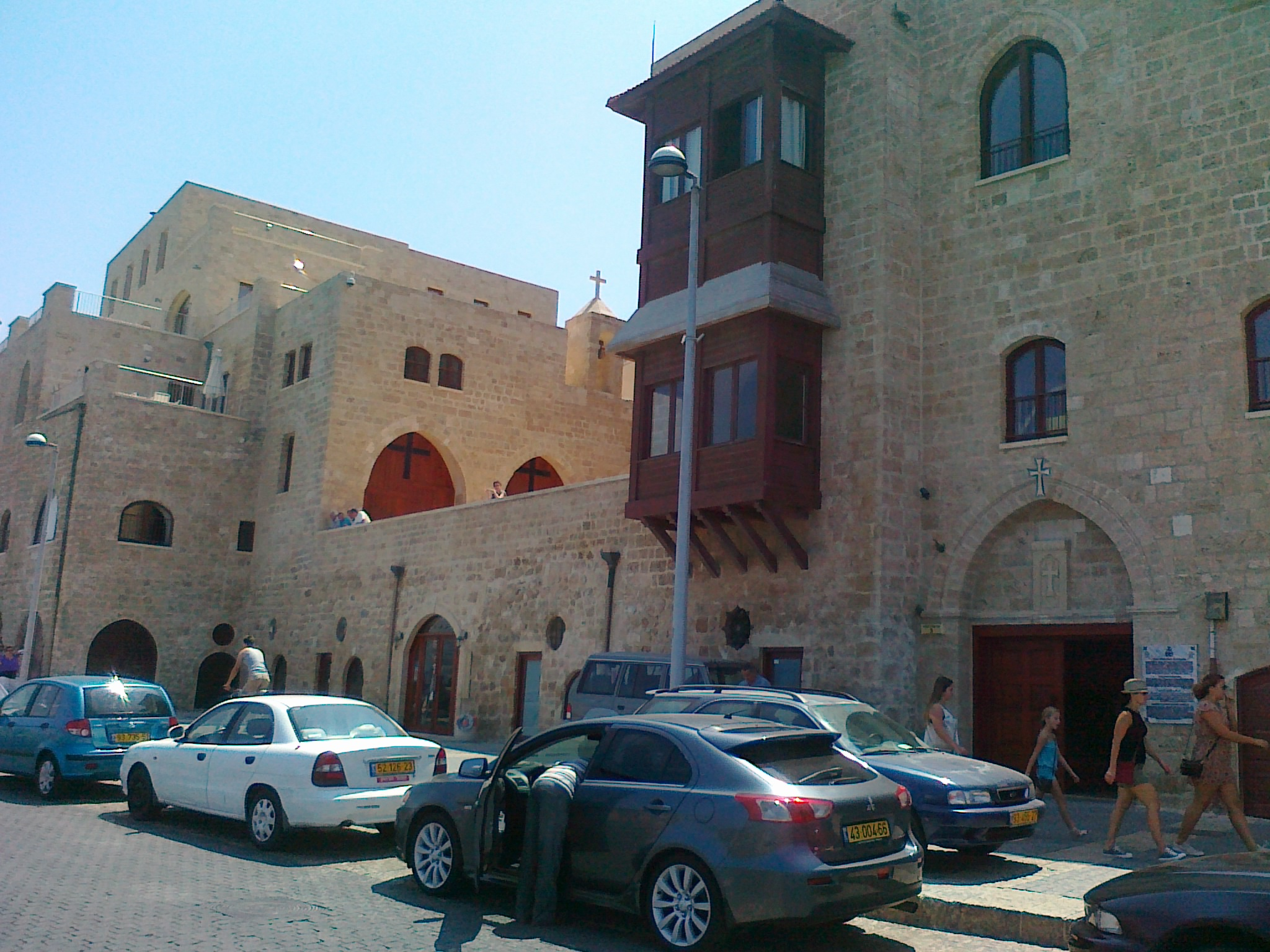
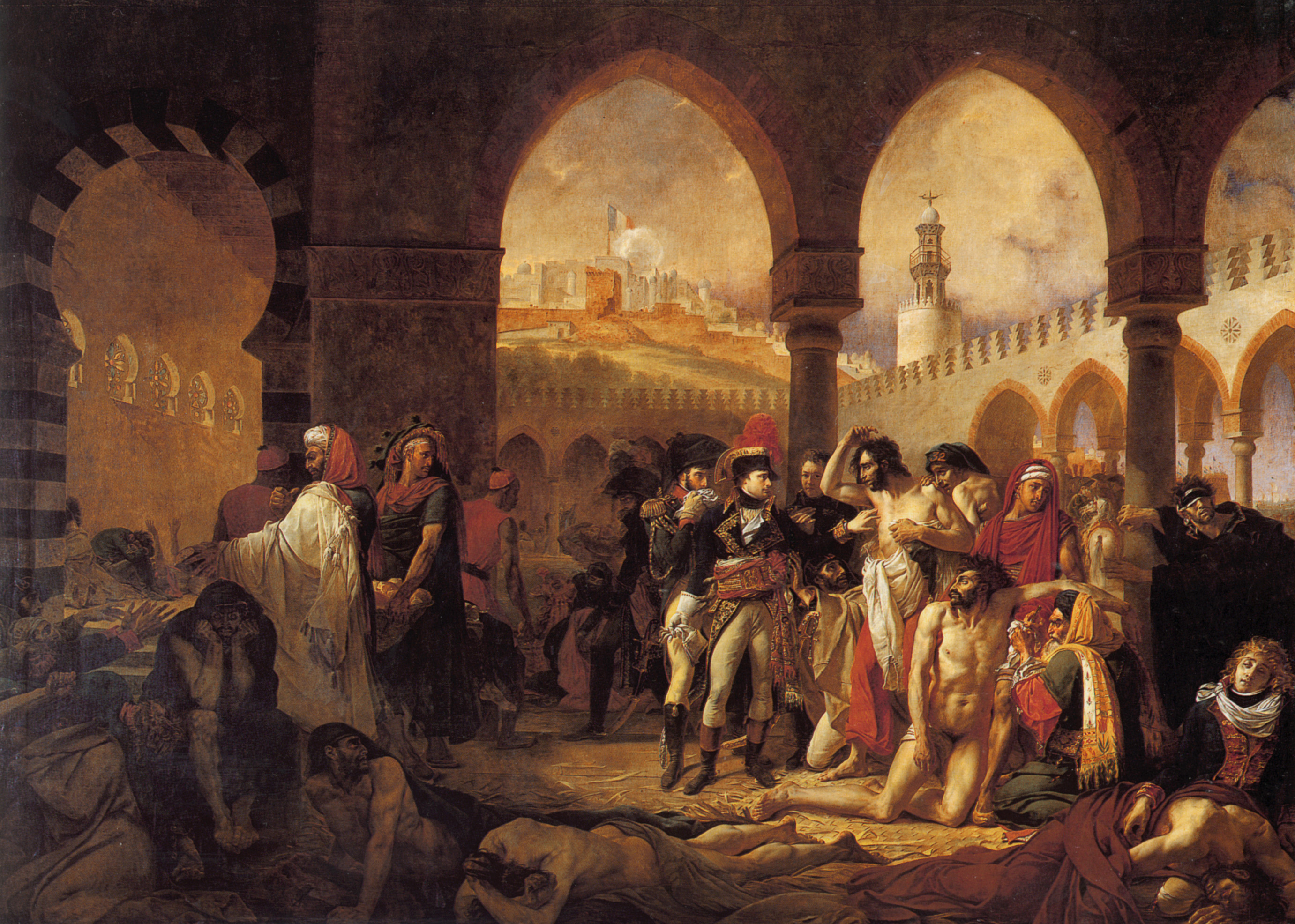
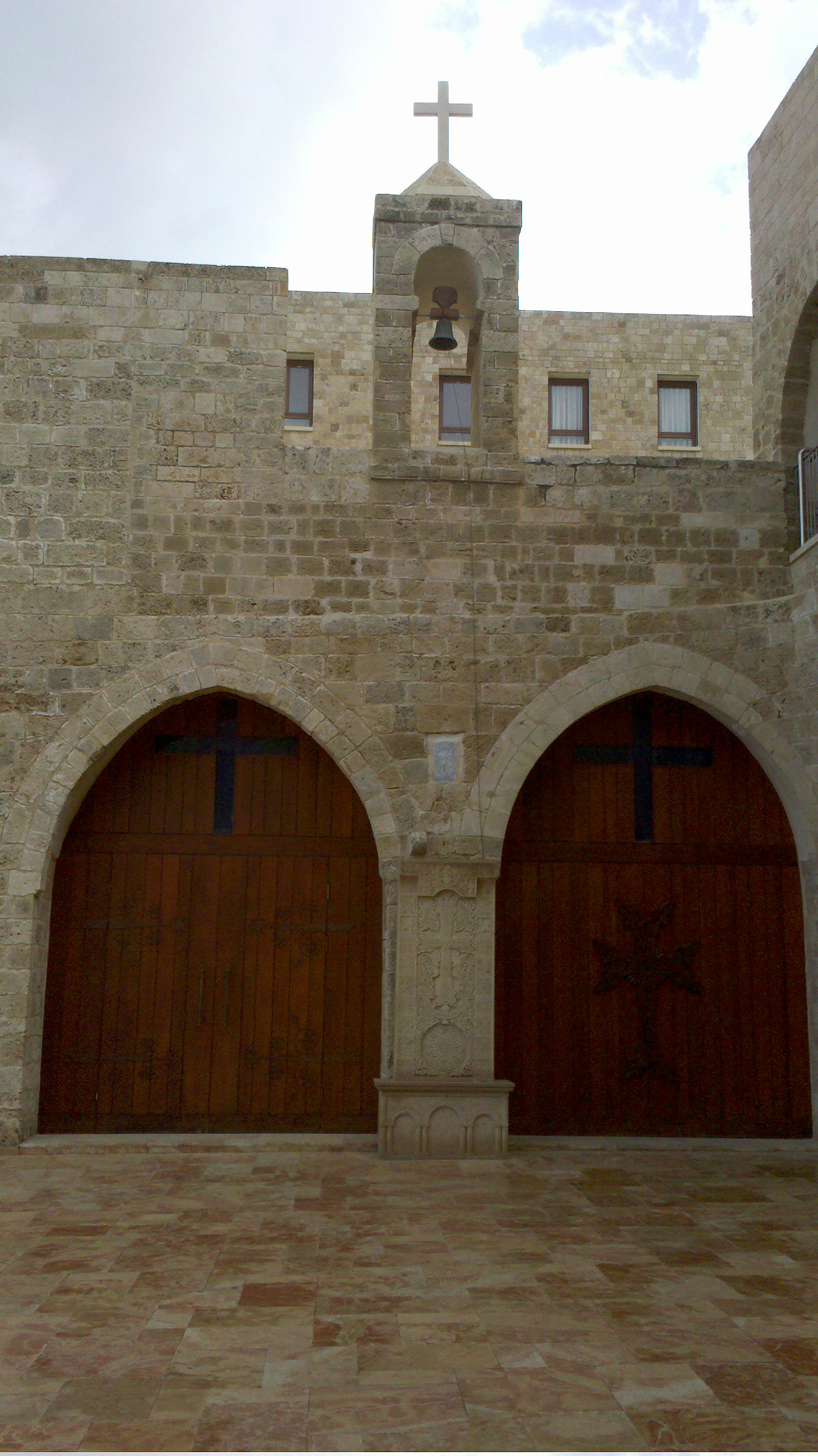
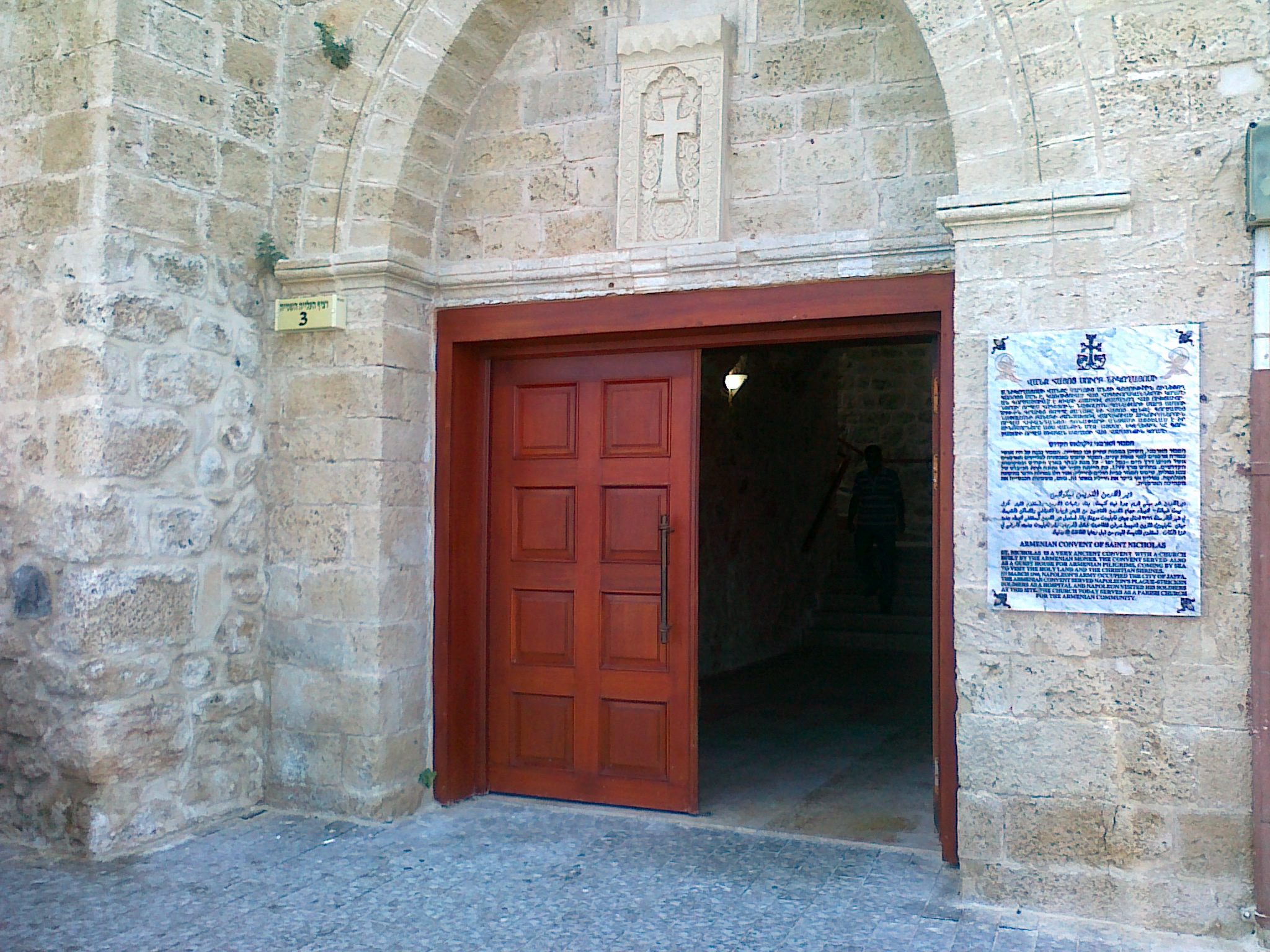
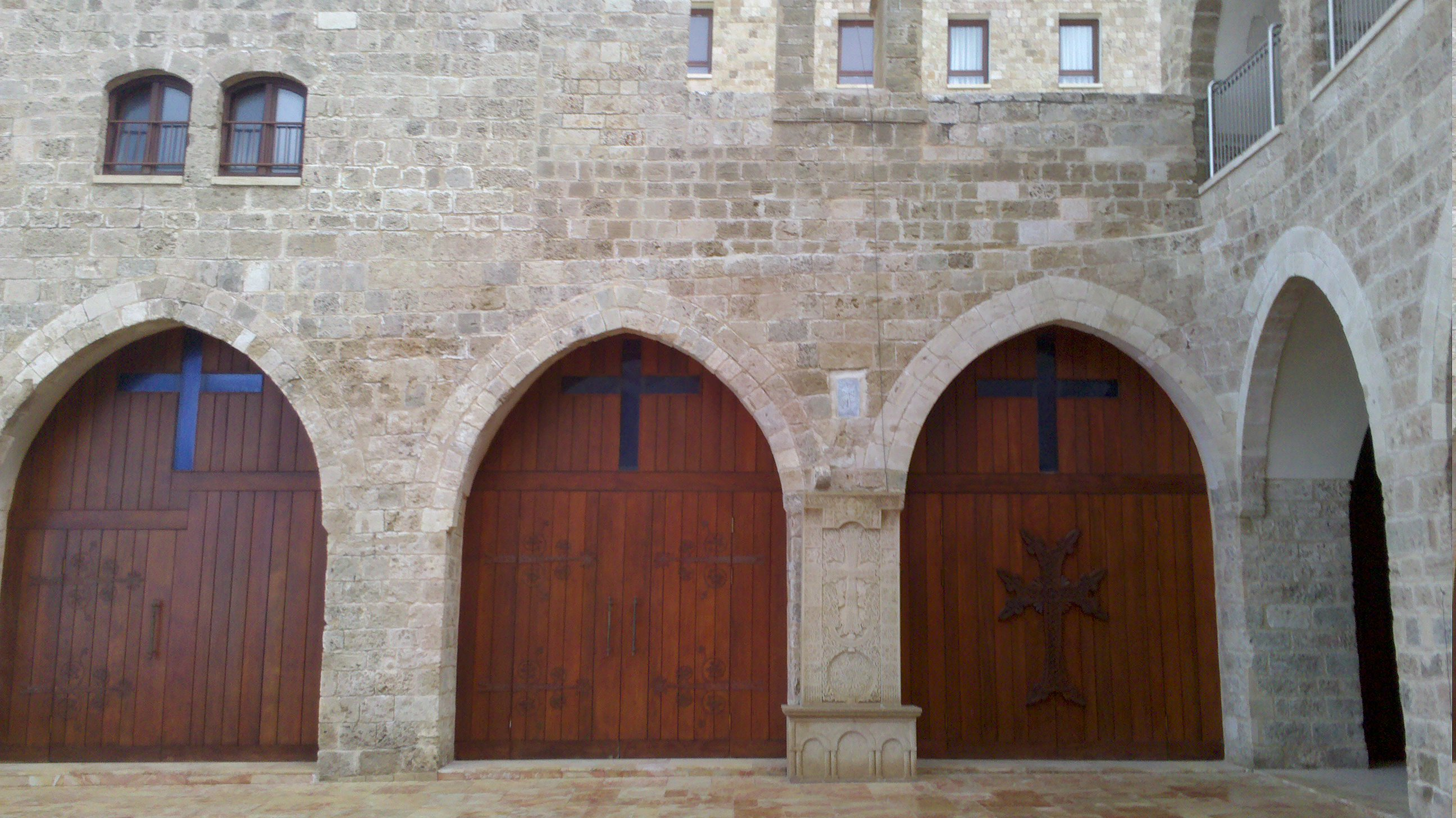